# Vanity Fair (película de 1922)
Vanity Fair es una adaptación cinematográfica de la novela  homónima de William Makepeace Thackeray.

## Otros créditos
- Color: Blanco y negro
- Sonido: Muda

- Datos: Q7915014